# Huskvarna landsfiskalsdistrikt
Huskvarna landsfiskalsdistrikt var 1918–1964 ett landsfiskalsdistrikt i Jönköpings län, bildat som Jönköpings landsfiskalsdistrikt när Sveriges indelning i landsfiskalsdistrikt trädde i kraft den 1 januari 1918, enligt beslut den 7 september 1917. När Sveriges nya indelning i landsfiskalsdistrikt trädde i kraft den 1 oktober 1941 (enligt kungörelsen den 28 juni 1941) ändrades distriktets namn till Huskvarna landsfiskalsdistrikt. Den 1 januari 1965 avskaffades i Sverige samtliga landsfiskaler och landsfiskalsdistrikt, och deras arbetsuppgifter delades upp på de nyskapade indelningarna polisdistrikt, åklagardistrikt och kronofogdedistrikt.
Landsfiskalsdistriktet låg under länsstyrelsen i Jönköpings län.

## Ingående områden
Den 1 oktober 1941 tillfördes kommunerna Järsnäs, Lekeryd, Svarttorp och Öggestorp från Nässjö landsfiskalsdistrikt. Samtidigt överfördes kommunerna Bankeryd, Barnarp, Järstorp, Månsarp och Sandseryd till Mo landsfiskalsdistrikt. 1 maj 1949 förenades staden med distriktet även i polis- och åklagarhänseende, och tillhörde då i alla avseenden landsfiskalsdistriktet, samtidigt som stadsfiskalsjänsten i Huskvarna upphörde. När Sveriges nya indelning i landsfiskalsdistrikt trädde i kraft den 1 januari 1952 (enligt kungörelsen 1 juni 1951) ändrades distriktets omfattning.

### Från 1918
- Huskvarna stad

Tveta härad:
- Bankeryds landskommun
- Barnarps landskommun
- Hakarps landskommun
- Järstorps landskommun
- Månsarps landskommun
- Rogberga landskommun
- Sandseryds landskommun

### Från 1 oktober 1941
- Huskvarna stad (endast i utsökningshänseende; staden skötte polis- och åklagarväsendet själv)[3]

Tveta härad:
- Hakarps landskommun
- Järsnäs landskommun
- Lekeryds landskommun
- Rogberga landskommun
- Svarttorps landskommun
- Öggestorps landskommun

### Från 1 maj 1949
- Huskvarna stad

Tveta härad:
- Hakarps landskommun
- Järsnäs landskommun
- Lekeryds landskommun
- Rogberga landskommun
- Svarttorps landskommun
- Öggestorps landskommun

### Från 1 januari 1952
- Hakarps landskommun
- Huskvarna stad
- Lekeryds landskommun
- Tenhults landskommun